# Organisatie voor Economische Samenwerking en Ontwikkeling
De Organisatie voor Economische Samenwerking en Ontwikkeling (OESO; Frans: Organisation de coopération et de développement économiques, OCDE, Engels: Organisation for Economic Cooperation and Development, OECD) is een internationale organisatie waarin 38 landen samenwerken om sociaal en economisch beleid te bespreken, te bestuderen en te coördineren. Het hoofdkwartier is gevestigd te Parijs. De aangesloten landen streven er naar gezamenlijke problemen te identificeren, te benoemen en toe te werken naar mogelijke oplossingen die zoveel mogelijk in het belang zijn van een groot deel van de bij de organisatie aangesloten landen, de daar gevestigde bedrijven en organisaties en bewoners. Ook is het streven internationaal beleid af te stemmen.
De organisatie begon in 1947 als Organisatie voor Europese Economische Samenwerking (OEES; Organisation for European Economic Co-operation, OEEC) om te helpen bij het Marshallplan voor de wederopbouw van Europa na de Tweede Wereldoorlog. In 1961 werd de organisatie hervormd naar de huidige OESO, waarvan ook niet-Europese landen lid konden worden. Sinds 1 juni 2021 is de secretaris-generaal van de OESO de Australiër Mathias Cormann. Voordien was dit de Mexicaan José Ángel Gurría (2006–2021). De Belg Yves Leterme was adjunct-secretaris-generaal van september 2011 tot juni 2014. Zijn voorganger was de Nederlander Aart Jan de Geus (februari 2007–september 2011).
De organisatie is ook bekend als statistische organisatie met onder andere de Better Life Index.

## Lidstaten
De lidstaten van de OESO zijn overwegend welvarende landen; 31 (gemarkeerd *) worden beschreven als lidstaten met een hoog inkomen door de Wereldbank in 2003.

### Oprichtende lidstaten (1961)
| - België* - Canada* - Denemarken* - Duitsland* - Frankrijk* - Griekenland* - Ierland* - IJsland* - Italië* - Luxemburg* | - Nederland* - Noorwegen* - Oostenrijk* - Portugal* - Spanje* - Turkije* - Verenigd Koninkrijk* - Verenigde Staten* - Zweden* - Zwitserland* |

### Later toegetreden
(alfabetisch, met jaar van toelating):
| - Australië* (1971) - Chili* (2010) - Colombia (2020) - Costa Rica (2021) - Estland* (2010) - Finland* (1969) - Hongarije (1996) - Israël* (2010) - Japan* (1964) - Letland* (2016) | - Litouwen* (2018) - Mexico (1994) - Nieuw-Zeeland* (1973) - Polen (1996) - Slovenië* (2010) - Slowakije (2000) - Tsjechië (1995) - Zuid-Korea* (1996) |

## Publicaties
De OESO publiceert een hele reeks boeken en rapporten, statistieken, beleidsdocumenten, podcasts, en twee tijdschriften: OECD Journal on Budgeting over begrotingszaken, en Nuclear Law Bulletin, het blad van het Agentschap voor Kernenergie, een onderdeel van de OESO.  
In samenwerking met de FAO worden tienjarige vooruitzichten voor de wereldlandbouw, Agricultural Outlook, met tussenpozen opgemaakt.